# Acilepis
Acilepis é um género botânico pertencente à família Asteraceae.

## Espécies
- Acilepis attenuata
- Acilepis chiangdaoensis
- Acilepis divergens
- Acilepis doichangensis
- Acilepis fysonii
- Acilepis gardneri
- Acilepis heynei
- Acilepis kingii
- Acilepis lobbii
- Acilepis namnaoensis
- Acilepis nayarii
- Acilepis nemoralis
- Acilepis ngaoensis
- Acilepis ornata
- Acilepis peguensis
- Acilepis peninsularis
- Acilepis principis
- Acilepis pseudosutepensis
- Acilepis setigera
- Acilepis sutepensis
- Acilepis thwaitesii
- Acilepis tonkinensis
- Acilepis virgata
- Acilepis belcheri